# Den Löffel abgeben
Die Redewendung den Löffel abgeben (auch: den Löffel hinlegen, …fallen lassen und …wegschmeißen) wird in der Regel benutzt, um auszudrücken, dass jemand stirbt oder gestorben ist.

## Herleitungen
Die unverzichtbare Tätigkeit des Essens steht bei dieser Redewendung Pate. Im Mittelalter und in der frühen Neuzeit aßen arme Leute häufig einen gemeinsamen Brei aus einer großen Schüssel, die in der Mitte des Tisches stand. Jeder hatte dafür seinen eigenen Löffel, der oft selbst geschnitzt und somit ein persönlicher, unentbehrlicher Gegenstand war. Da der Löffel zum täglichen Überleben notwendig war, wurde das Ablegen oder Abgeben des Löffels symbolisch für das Ende des Lebens – denn man brauchte ihn nicht mehr zum Essen, wenn das Leben vorbei war.
Im Schwarzwald, wo ein Löffel als individueller Gegenstand angesehen werden konnte, gab es die Tradition, einen Löffel nach dem Tod des Besitzers nicht weiterzugeben, sondern an die Wand des Bauernhauses zu hängen. Den Knechten dagegen wurde nicht selten vom Bauern ein Löffel zur Verfügung gestellt, den sie abgeben mussten, wenn sie weiterzogen, oder der weiterverwendet wurde, wenn sie starben.